# Vítězslav Sochor
Vítězslav Sochor (17. října 1931 – srpen 2015) byl český a československý politik, po sametové revoluci poslanec Sněmovny národů Federálního shromáždění za Občanské fórum, pak za Klub poslanců sociálně demokratické orientace, pak poslanec České národní rady a Poslanecké sněmovny za ČSSD.

## Biografie
Po invazi vojsk Varšavské smlouvy do Československa a nástupu normalizace ho Krajský výbor Komunistické strany Československa v Severomoravském kraji zařadil na seznam „představitelů a exponentů pravice“. V té době je uváděn jako vedoucí vedoucí I. oblasti ŽDB Nový Bohumín. V roce 1988 se veřejně vyjádřil ke kampani proti Alexanderovi Dubčekovi, kterou k 20. výročí invaze spustil normalizační režim. Prohlásil: „Za léta budování socialismu jsem zažil hodně darebáctví, tlumočeného naším stranickým tiskem, ale co je moc, to je moc... Čím více takových hrubiánství, sprostých pamfletů napíšete, tím dřív musí zvítězit pravda... Pro mne, a jsou nás milióny, byl [Dubček] skutečně naším Gorbačovem.“ Je tehdy uváděn jako komunista bez stranické legitimace.
Ve volbách roku 1990 kandidoval do české části Sněmovny národů (volební obvod Severomoravský kraj) za OF. Mandát nabyl až v červenci 1990. Po rozkladu Občanského fóra v roce 1991 přešel do poslanecké frakce Klubu poslanců sociálně demokratické orientace. Ve Federálním shromáždění setrval do voleb roku 1992. Byl předsedou hospodářského výboru sněmovny.
Ve volbách roku 1992 byl zvolen za ČSSD do České národní rady. Po zániku Československa se ČNR transformovala v parlament samostatné České republiky (Poslanecká sněmovna Parlamentu České republiky), v němž zasedal do konce funkčního období, tedy do voleb v roce 1996.